# Accidents d'armes nucléaires à RAF Lakenheath
La base aérienne de RAF Lakenheath dans le Suffolk a été l'une des nombreuses bases aériennes du Royaume-Uni utilisées par l'armée de l'air américaine pour stocker des armes nucléaires pendant la guerre froide. Elle a aussi été le théâtre d'accidents impliquant des armes nucléaires, en 1956 et 1961.

## Incident de juillet 1956

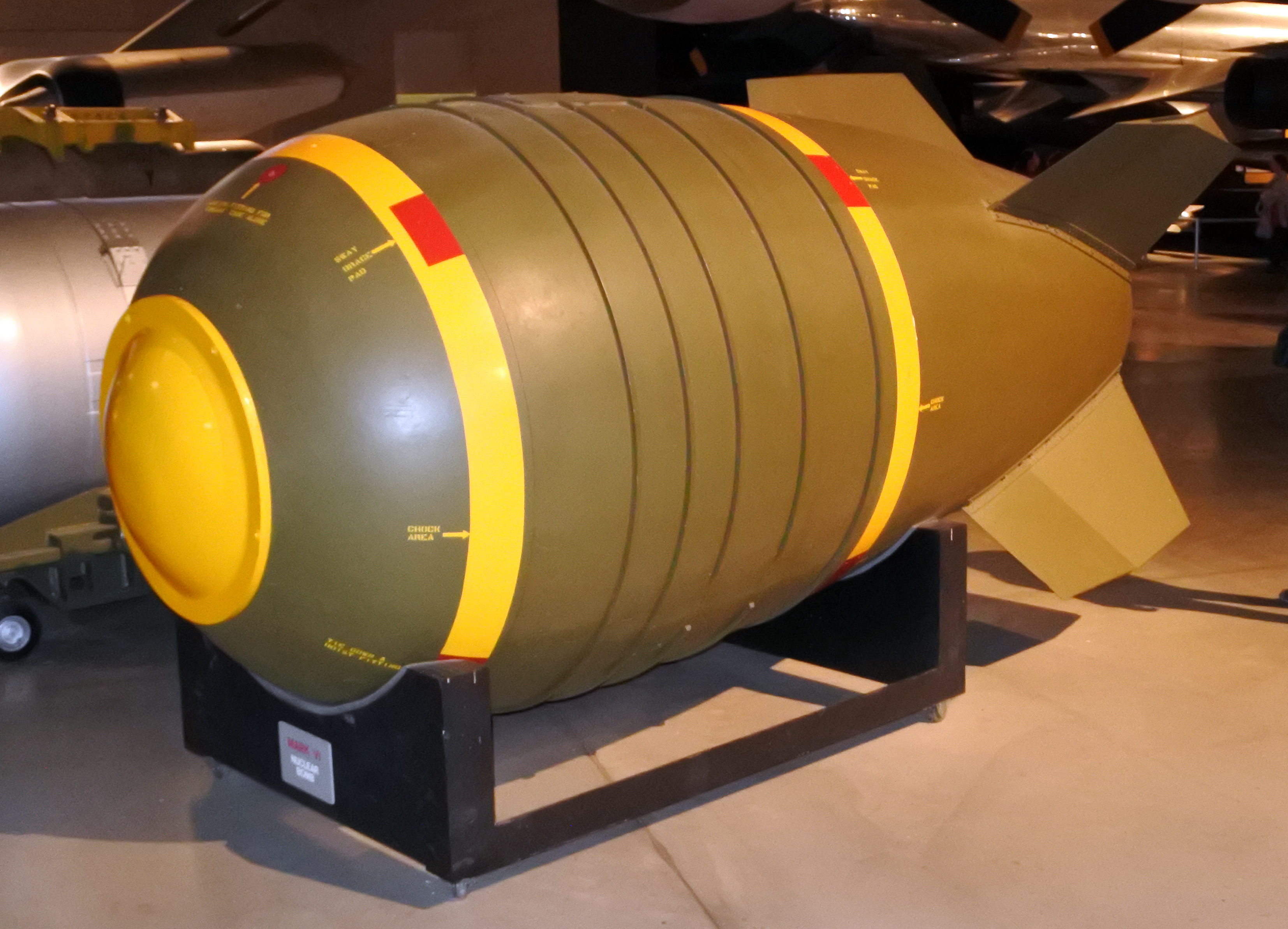
Bombe atomique Mark VI au Musée national de l'armée de l'air des États-Unis.

Le premier des deux accidents nucléaires enregistrés à Lakenheath s'est produit le 27 juillet 1956, lorsqu'un bombardier B-47 appartenant à Strategic Air Command, lors d'une mission d'entraînement de routine, s'est écrasé sur un bâtiment de stockage localisé à côté de la piste et contenant trois armes nucléaires Mark-6, tuant les quatre membres d'équipage. Le bâtiment a été éventré par le crash du bombardier, qui a explosé au moment de l'incident, arrosant les bombes stockées de carburant enflammé. Les bombes possédaient chacune une puissance dix fois supérieure à celle de Little Boy, larguée sur Hiroshima pendant la Seconde Guerre mondiale.
Le crash et l'incendie qui a suivi n'ont enclenché aucun engin et aucune détonation n'a eu lieu. Les médias officiels américains ont décrit cette nouvelle comme un « miracle » Si ces bombes avaient explosé, elles auraient libéré une dose énorme de particules radioactives dans l’atmosphère,,. Un haut responsable américain aurait déclaré : « Toute une partie de l'est de l'Angleterre serait devenue un vaste désert radioactif. » Un autre officier de l'USAF a déclaré : « Un désastre imminent a été évité grâce à un héroïsme extraordinaire, à la bonne providence et à la volonté de Dieu ».
Les rapports indiquent que l'incident a provoqué une panique massive à la base. Les services d'incendie se rendant à la base pour apporter leur aide auraient rencontré sur la route « un convoi de voitures américaines rempli de femmes et d'enfants paniqués, essayant de s'enfuir». Les officiers de l'USAF auraient demandé aux chauffeurs de taxi de les conduire le plus loin possible de Lakenheath.
Les bâtiments de stockage de l'aérodrome avaient été construits à proximité des pistes pour permettre une disponibilité rapide du matériel fissile. Un autre bâtiment sur la base aérienne stockait les cœurs des bombes, et si le B-47 avait frappé cette autre unité, il aurait pu libérer un énorme nuage de plutonium.
Les armes et composants endommagés impliqués dans l'incident ont ensuite été restitués à la Commission de l'énergie atomique. Le B-47 impliqué dans l'accident faisait partie de la 307e escadre de bombardement basé à Lincoln (Nebraska).

## Incident de janvier 1961
Un second incident nucléaire s'est produit à Lakenheath cinq ans plus tard, le 16 janvier 1961. Un F-100 Super Sabre de l'US Air Force stationné sur les pistes, chargé d'une bombe à hydrogène Mark 28, a pris feu après que le pilote ait accidentellement largué ses réservoirs de carburant, sur la piste en béton. Le carburant s'est enflammé et les flammes ont englouti la bombe positionnée sous l’avion, la laissant à la merci des flammes mais les pompiers ont réussi à éteindre l'incendie avant qu'elle ne soit gravement endommagée,,. La bombe à hydrogène impliquée avait une puissance d'au moins 70 kilotonnes, soit 4,7 fois plus puissante que la bombe atomique Little Boy de 15 kilotonnes larguée sur Hiroshima pendant la Seconde Guerre mondiale.

## Conséquences
L'incident de 1956 a suscité une grande inquiétude au sein du gouvernement britannique, ce qui a déclenché un débat sur la manière d’alerter le public face un tel événement, ce qui pourrait provoquer une panique nationale. Une catastrophe nucléaire similaire se serait produite à la base aérienne de Greenham Common moins de deux ans après le premier incident à Lakenheath en février 1958, lorsqu'un avion transportant une bombe atomique aurait pris feu. Le gouvernement britannique a officiellement nié en bloc qu'un accident ait eu lieu.
Les autorités de l'USAF, ainsi que les gouvernements britannique et américain, ont essayé de faire disparaître les rapports sur l'incident de 1956 à Lakenheath pendant un certain temps. Aucun rapport officiel sur l'accident n'a été publié par le gouvernement britannique jusqu'à la déclaration du secrétaire d'État à la Défense Francis Pym en novembre 1979, mais l'événement a finalement été reconnu par le gouvernement britannique. Cependant, l'incident de 1961 survenu à l'aérodrome n'a été officiellement reconnu par le gouvernement britannique qu'en 2003, lorsque le ministère de la Défense a été contraint de publier une liste de 20 accidents britanniques impliquant des armes nucléaires entre 1960 et 1991.
La RAF Lakenheath est toujours une base de l'US Air Force en 2025.